# The Wackiest Ship in the Army
The Wackiest Ship in the Army (bra O Pior Calhambeque do Mundo) é um filme de comédia de guerra estadunidense de 1960, dirigido por Richard Murphy. Filmado em Cinemascope nas localidades de Pearl Harbor e Kauai.

## Elenco
- Jack Lemmon...Tenente Rip Crandell
- Ricky Nelson...Oficial Tommy J. Hanson
- John Lund...Tenente comandante Wilbur F. Vandewater
- Chips Rafferty...Patterson (vigia da costa)
- Tom Tully...Capt. McClung
- Joby Baker...Josh Davidson
- Mike Kellin...Chefe Petty Officer
- Warren Berlinger...Radiotécnico A.J. 'Sparks' Sparks
- Patricia Driscoll...Maggie, secretária de Vanderwater
- Richard Anderson...Tenente Dennis M. Foster
- Alvy Moore...Marinheiro J. Johnson
- George Shibata...capitão Shigetsu
- John Anderson...marinheiro

## Sinopse
Durante a Segunda Guerra Mundial, o tenente Rip Crandall, um experiente iatista na vida civil, está servindo em Townsville, Queensland na Austrália, quando se surpreende com a ordem de partir do local e comandar numa missão secreta a embarcação USS Echo, um veleiro em mau estado e com tripulação inexperiente. Crandall tenta se livrar dessa ordem mas o tenente Vandewater e o oficial Tommy J. Hanson sabem das qualidades de Crandall e conspiram para que ele aceite o comando, o que acaba acontecendo.
A missão consiste em levar o barco de Pearl Harbour até Port Moresby na Nova Guiné, quando então Crandall será substituído pelo Tenente Dennis M. Foster que ficará encarregado de levar o vigia espião australiano Patterson até território inimigo onde ficará embrenhado na selva para observar os movimentos das embarcações japonesas. O veleiro é disfarçado como um barco nativo mas, temendo deixar seus homens, Crandall desobedece as ordens e continua no comando para executar a arriscada missão, com Foster ficando para trás. Essa ação de espionagem é mostrada como fundamental para a vitória aliada na Batalha do Mar de Bismarck.

## Produção
Apesar da aquisição dos direitos ter sido antes de Operation Petticoat, foi lançado após aquele filme. A Marinha dos Estados Unidos providenciou extensa colaboração na produção em Pearl Harbor.